# Leonid Danilovič Agranovič
Leonid Danilovič Agranovič (in russo Леонид Данилович Агранович?; 15 maggio 1915 – Mosca, 15 marzo 2011) è stato un regista sovietico.

## Filmografia parziale

### Regista
- Svoj (1969)
- U nas na zavode (1971)